# Schizotheca tuberigera
Schizotheca tuberigera är en mossdjursart som först beskrevs av Jullien in Jullien och Calvet 1903.  Schizotheca tuberigera ingår i släktet Schizotheca och familjen Phidoloporidae. Inga underarter finns listade i Catalogue of Life.